# サガ (小惑星)
サガ (1163 Saga) は小惑星帯に位置する小惑星。ハイデルベルクでドイツの天文学者カール・ラインムートが発見した。
主に12世紀から14世紀にかけて編纂された古代北欧の英雄伝説、サガに因んで命名された。